# سفيري ديك هينركسن
سفيري ديك هينركسن (بالنرويجية البوكمول: Sverre Dick Henriksen)‏ هو طبيب وبروفيسور نرويجي، ولد في 1 نوفمبر 1906 في شين في النرويج، وتوفي في 22 ديسمبر 2001.